# 桂小右治
桂 小右治（かつら こうじ、1982年7月3日 - ）は、落語芸術協会、三代目桂小文治門下の落語家。本名∶田中 晃二。

## 経歴
1982年、千葉県千葉市に生まれる。千葉県立磯辺高等学校を経て、日本大学生物資源科学部卒業。
2016年6月、三代目桂小文治に入門。「こう治」を名乗る。10月に楽屋入りし前座修行が始まる。
2020年9月、二ツ目昇進。「小右治」と改名。

## 芸歴
- 2016年
  - 三代目桂小文治に入門、前座名「こう治」。
  - 9月 - 楽屋入り。
- 2020年9月 - 二ツ目昇進、「小右治」となる。

## 人物
血液型A型。
趣味
- スキューバダイビング
- 神社仏閣巡り